# Горис (река)
Гори́с — река в Армении и Азербайджане; является одним из наиболее крупных левобережных притоков реки Воротан. Длина реки составляет 29 км, площадь водосборного бассейна — 146 км².
Горис берёт начало в верхних склонах горного массива Мец Ишханасар, на высоте 2800 м. Имеет 26 притоков (наиболее крупный — Варарак).

## География
Левобережняя часть реки Горис в основном состоит из вулкано-осадочных пород, а в верхнем течении и правобережная часть — из андезито-базальтовых лав Мец Ишханасарской и Ераблурской возвышенностей.

## Характеристика
Климат водного бассейна умеренно горный, в высотной части суровый, с затяжными зимами.
Усреднённая для всего речного бассейна среднегодовая температура воздуха равна 4 °C. Средняя температура воздуха в январе колеблется от −2 °C (в низменных районах) до −10 °C (в вершинной части Ишханасара), а в июле, соответственно, от 22 °C до 10 °C. Максимальная температура воздуха равна 28 °C, минимальная — −30 °C.
Средняя относительная влажность воздуха составляет 70 %.
Годовое испарение равно 375 мм.
В исследуемом речном бассейне выпадает 780 мм осадков в год, 450 мм из которых в виде снега.
Стабильный снежный покров образуется с 20 декабря, период таяния снега начинается с 20 марта.
Основное течение реки Горис формируется из родников, вытекающих из места Ишханасарских вулканических и осколочных вулканоосадочных пород Горисской. Подземное питание реки составляет 70 %, снеготаяние — 18 %, дождевое — 12 %.
Среднегодовой расход составляет 0,36 м³/с, объём годового течения — 11,4 млн м³, модуля течения — 5,6 л/с/км². С 10 апреля по 6 июня река сосредотачивает около 40 % среднегодового объёма протекающей в реке воды.
Почвенно-растительный покров речного бассейна изменяется в зависимости от высоты над уровнем моря. На высоте 1000—1600 м преобладают горно-лесные каштановые, безалкалийные, типично карбонатные и остепнённые почвы. Леса, которые в недавнем были широко распространены, в настоящее время расположены на ограниченных территориях.
На высоте 1600—2000 м распространены типичные карбонатные горные чернозёмы со злаковой и разнотравно-злаковой растительностью. На высоте в 2000—2500 м — субальпийские горно-луговые земли с растительным покровом луговых степей. Территориям высотой в 2500—3000 м присущи горно-луговые дёрно-торфяные почвы, покрытые субальпийскими и альпийскими лугами.

## Селевые явления
Геоморфологические, климатические и почвенно-растительные условия при проливных дождях создают предпосылки для формирования селевых потоков.
Слабая сопротивляемость пород к выветриванию наряду со слабой водопроницаемостью и высокой частотой проливных дождей способствуют развитию эрозии и образованию сильных селевых потоков.
Самыми мощными были селевые потоки 1977 года, ущерб от которых достиг огромных размеров: были затоплены квартиры первых этажей и подвалы жилых домов Гориса, приусадебные участки. Было также разрушено асфальтное покрытие улиц, канализация; 60 % населения города было лишено питьевой воды, повредились линии. В целях устранения последствий селей правительством Армении была выделена определённая сумма, однако из-за нехватки денег значительная часть работ осталась незавершённой.